# Copa de Clubs de la UNAF
La Copa de Clubs de la UNAF —en àrab كأس إتحاد شمال إفريقيا للأندية, Kaʾs Ittiḥād Xamāl Ifrīqiyā li-l-Andiya, ‘Copa de la Unió del Nord d'Àfrica de Clubs'— és una competició futbolística organitzada per la Unió de Federacions de Futbol del Nord d'Àfrica (UNAF). Hi participen els millors equips dels següents països Algèria, Egipte, Líbia, Marroc i Tunísia.
La competició va ser ideada l'any 2011 per la fusió de la Copa de Campions d'Àfrica del Nord de futbol i la Recopa d'Àfrica del Nord de futbol. No obstant, fou posposada fins a l'any 2015 per problemes amb els patrocinadors.
Resum dels principals campionats d'Àfrica del Nord durant la història:
| Anys      | Competició                          | Països participants                                                     |
| --------- | ----------------------------------- | ----------------------------------------------------------------------- |
| 1912-1920 | Campionat d'Àfrica del Nord (USFSA) | Algèria, Marroc i Tunísia                                               |
| 1921-1956 | Campionat d'Àfrica del Nord (ULNA)  | Algèria, Marroc i Tunísia                                               |
| 1930-1956 | Copa d'Àfrica del Nord (ULNA)       | Algèria, Marroc i Tunísia                                               |
| 1970-1975 | Copa del Magrib de futbol           | Algèria, Marroc, Tunísia i Líbia                                        |
| 1970-1976 | Recopa del Magrib de futbol         | Algèria, Marroc, Tunísia i Líbia                                        |
| 2008-2010 | Copa de Campions de la UNAF         | Algèria, Marroc, Tunísia i Líbia (i Egipte a la 1a edició de la Recopa) |
| 2008-2010 | Recopa de la UNAF                   | Algèria, Marroc, Tunísia i Líbia (i Egipte a la 1a edició de la Recopa) |
| 2010      | Supercopa de la UNAF                | Algèria, Marroc, Tunísia i Líbia (i Egipte a la 1a edició de la Recopa) |
| 2015      | Copa de Clubs de la UNAF            | Algèria, Marroc, Tunísia, Líbia i Egipte                                |

## Historial
| Any  | Campió          | Resultat | Finalista  | Estadi                       |
| ---- | --------------- | -------- | ---------- | ---------------------------- |
| 2015 | Raja Casablanca | lligueta | Ismaily SC | Estadi Mohamed V, Casablanca |